# 附點音符
在五线谱记谱法中，附点音符是符头后接有附点的音符。音符、休止符都可以加附点。加有一个附点后音符的音长比其原来的音长增加了一半，即原音长的1.5倍。比如，一个附点二分音符的音长是三个四分音符的音长，一个附点八分音符的音长是0.75个四分音符的音长。
使用附点来加长音符的习惯可以追溯到10世纪。见纽姆记谱法。

## 长度

一个附点将音长增至原来的1.5倍，两个增至1.75倍，三个增至1.875倍

附点可以不止一个，每次附的点所延长的时值是上一个点所延长的时值的一半，即一个附点将音长增至原来的1.5倍，两个增至1.75倍，三个增至1.875倍 。附點數（n）與音長（an）的關係如下：
{\displaystyle a_{n}=a\left(1+{\frac {1}{2}}+{\frac {1}{4}}+\cdots +{\frac {1}{2^{n}}}\right)=a\left(2-{\frac {1}{2^{n}}}\right)}
两个以上附点的音符虽然比较少见，但在理論上是可行的。

## 記法
五線譜中，附點記在符头右側。當音符位於五線譜的間上時，附點同樣位於該間。當音符位於線上時，則附點在線上一間。
但是，當同一行五線譜中有兩個聲部時，符幹朝上的音符附點在上一間；符幹朝下的音符附點在下一間：

## 示例
这是弗朗茨·约瑟夫·海顿的弦乐四重奏Op. 74, No. 2中的两个小节。第一个音符是双附点音符：
三附点音符在巴洛克音乐和古典主义时期中较为罕见，但在理查德·瓦格纳与安东·布鲁克纳的作品中有较多应用，特别是在铜管乐部分，如下图：
李斯特的《帕格尼尼大练习曲》的第二首則使用了四附點音符。